# Jos. Steiner & Söhne
Jos. Steiner & Söhne oHG, später auch als Laupheimer Werkzeugfabrik AG firmierend, war ein durchgehend von 1859 bis 1991 bestehendes Unternehmen der Herstellung von Werkzeugen für die Holzbearbeitung in Laupheim im Landkreis Biberach in Oberschwaben.

## Geschichte
Im Jahre 1859 begründete Joseph Steiner (1803–1874) mit seinen vier Söhnen Emanuel, Alexander, Simon und Herrmann in einem Saal des Gasthaus zum Rad eine Holzwerkzeugfabrikation. Schon drei Jahre 1862 später waren die Räumlichkeiten zu klein und Steiner war gezwungen, ein Fabrikgebäude an der Bronner Straße, der später zu seinen Ehren umbenannten Steinerstraße, zu errichten. Aus dieser Zeit stammt auch ein Katalog mit 300 Artikeln, den Steiner 1862 mit zur Londoner Weltausstellung nahm. Am 17. Februar 1866 erfolgte die Eintragung in das neugeschaffene Handelsregister als offene Handelsgesellschaft (oHG). Nach dem Tod Steiners im Jahre 1874 kam die Firma in wirtschaftliche Schwierigkeiten. Sie produzierte auf einem 4,2 ha großen Firmengelände bei der Stadtmühle an der Rottum mit 60 Mitarbeitern. Zusätzlich wurde dort auch noch ein Sägewerk mit Wasserkraft betrieben.

### Vor dem Ersten Weltkrieg

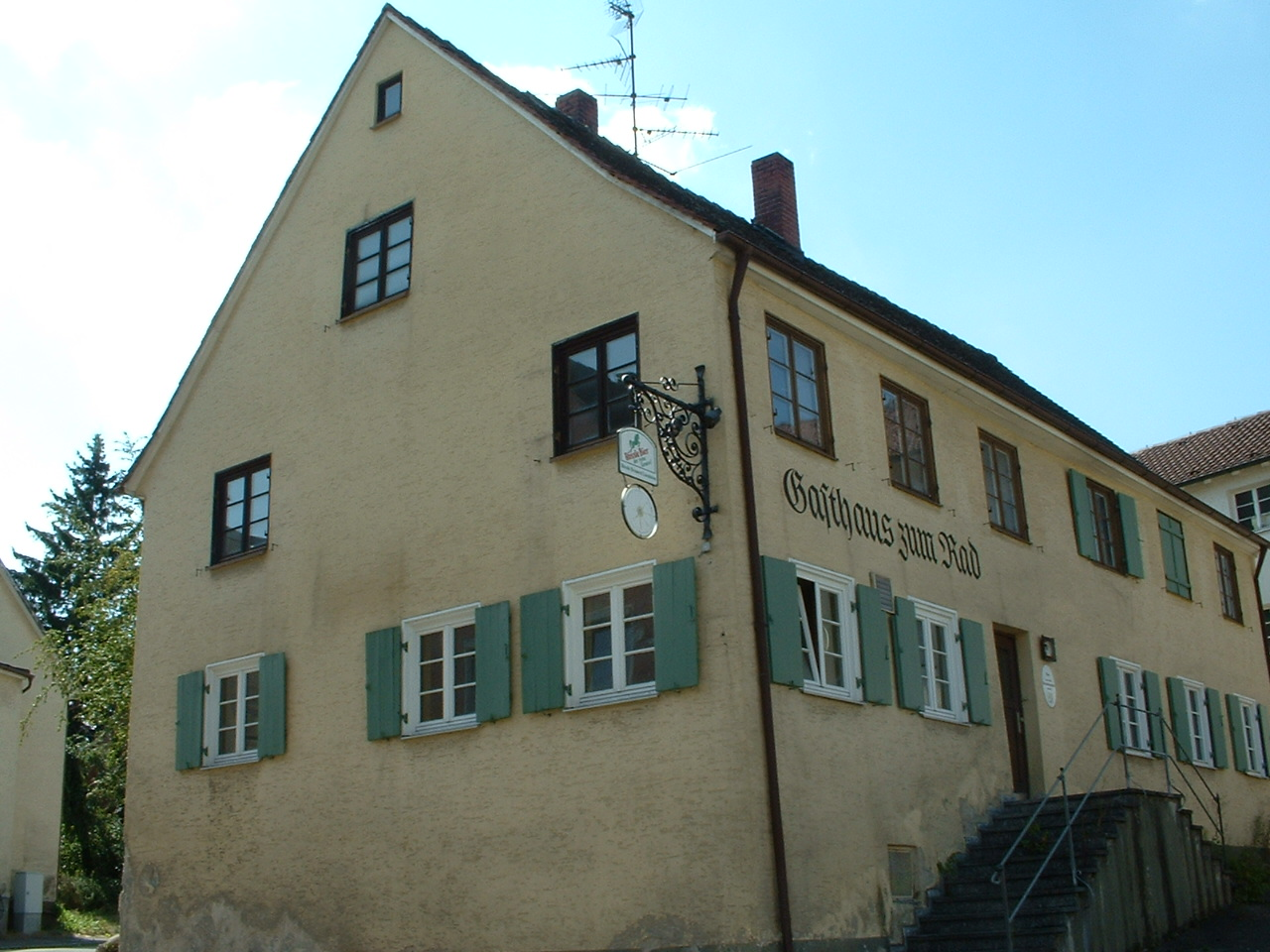
Gasthaus zum Rad (2007)

Am 16. Februar 1891 wurde die Rechtsform der Firma in eine Aktiengesellschaft (AG) umgewandelt und in Laupheimer Werkzeugfabrik umbenannt. Vorstände waren Steiners Sohn Emanuel und Julius Hess. Der Betrieb hatte inzwischen 160 und 180 Arbeiter und exportierte innerhalb Europas und nach Übersee seine Werkzeuge mit der 1880 eingeführten Marke „Original Steiner“. 1885 trat Louis Stern als Vorstand neben Julius Hess in die Firma ein. Am Beginn des Ersten Weltkrieges schied Julius Hess aus. Wegfallende Exporte wurden durch Kriegsproduktionen kompensiert. 1918 erwarb die Laupheimer Werkzeugfabrik den Plochinger Konkurrenten Wilhelm Braun. In der Inflationszeit wurde der Konjunkturrückgang durch die Produktion von Holzspielzeugen aufgefangen. Nach der Machtübernahme der Nationalsozialisten konnten die Hauptaktionäre Sam und Viktor Steiner in die Vereinigten Staaten fliehen. Im Rahmen der Arisierung wurde die Firma an die Deutsche Bank zwangsverkauft. Diese veräußerte das Paket an die Familie Zechbauer und die Ulmer Hutfabrik Mayers. Nach dem Zweiten Krieg, den die Firma unbeschadet überstand, wurde das zwangsarisierte Firmenvermögen an die Familie Steiner rückübereignet. Erwin Kull und Max Metz führten in der Zeit das Unternehmen.

### Nach dem Zweiten Weltkrieg
Die Familie Steiner hatte jedoch nach dem Zweiten Weltkrieg ihren Schwerpunkt im Handel mit Hopfen und verkaufte ihren Anteil an der Laupheimer Werkzeugfabrik 1955 an das Rohr- und Walzwerk (München) und die Forst Ebnath AG (Ebnath/Oberpfalz), womit die jüdische Geschichte des Unternehmens ihren Schlusspunkt fand.
Im Jahre 1959 leiteten Dr. Friedrich und Hans Szalla die Firma. Sie beschäftigte zum damaligen Zeitpunkt 117 Mitarbeiter und war Marktführer in Deutschland. Im Jahre 1978 wurde in Laupheim nochmals ein Erweiterungsbau an der Rottum errichtet, bis sie letztendlich 1991 ihren Betrieb einstellte.